# Trididemnum spumosum
Trididemnum spumosum är en sjöpungsart som beskrevs av Kott 200. Trididemnum spumosum ingår i släktet Trididemnum och familjen Didemnidae. Inga underarter finns listade i Catalogue of Life.